# Jíbal
Jíbal je název nejrozsáhlejšího ománského ropného pole, které je situováno v regionu ad-Zahíra. Vrcholná produkce na tomto poli proběhla v letech 1997 až 2000. Většinu zdejší těžby řídí britsko-nizozemská společnost Royal Dutch Shell.